# Marc Bijl
Marc Bijl (Leerdam, 7 juli 1970) is een Nederlands beeldend kunstenaar, die woont en werkt in Berlijn. 

## Levenloop
Van 1992 tot 1997 studeerde Marc Bijl aan de Akademie voor Kunst en Vormgeving St. Joost in Den Bosch. Tussendoor in 1996 studeerde hij een jaar aan de Glasgow School of Art.
Na zijn studie was hij enige tijd werkzaam in New York. In de jaren 1990 en van 2008 tot 2010 was hij werkzaam in Rotterdam, waarbij hij een onderkomen had in Het Wilde Weten. Hij is actief en actief geweest als beeldhouwer, installatiekunstenaar, street artist, schilder en videokunstenaar. Ook speelt hij bas in de gothic-postpunk band Götterdämmerung.
In 2004 werd Marc Bijl onderscheiden met de Charlotte Köhler Prijs voor beeldende kunst.

## Werk
Zijn werken zijn gebaseerd op maatschappelijke vraagstukken en het gebruik van symbolen en regels. Dit resulteert in interventies in de openbare ruimte, sculpturen of installaties die deze perceptie van de wereld ondermijnen of onderstrepen.
In zijn vroege werk reageerde Marc Bijl op mondiale thema's en op populaire fascinatie voor symbolen van politieke macht, globalisering van de economie, religie en nationalisme. Dit resulteerde in interventies in de openbare ruimte, video's, sculpturen en installaties die wereldbeelden onderstrepen of ondermijnen. Bijl tracht via zijn werk oppervlakkigheden en mythen bloot te leggen. 
Bijl schakelt in zijn werk tussen politieke activiteit en straatcultuur zoals hij dat doet tussen de media beeld, tekst en muziek. In zijn werk legt hij de oppervlakkigheden, iconen en mythen van de populaire cultuur bloot om de toeschouwer aan te zetten tot nadenken over morele en ethische kwesties. Het symbool, het logo en het label zijn zijn potentiële doelwitten en zijn artistieke instrumenten. Hij houdt ervan om hun oppervlakkige imago en hun mythevorming te verstoren, te verplaatsen en opnieuw te constateren - altijd gericht op een kritische analyse van de sociale omstandigheden van de samenleving.

## Exposities (selectie)
- 2004. A passion play, Museum Valkhof, Nijmegen[1]
- 2005. Afterhours, Gemeente Museum, Den Haag.[1]
- 2013. Urban Gothic,  Groninger Museum.[6]
- 2015. Transformer. Groepsexpositie in Upstream Gallery, Amsterdam.[7]
- 2017. Marc Bijl, Zeitgeist. Solo-expositie in Upstream Gallery, Amsterdam.[8]

- International Standard Name Identifier: 0000 0000 6521 7092
- Library of Congress Control Number: no2009106348
- Nederlandse Thesaurus van Auteursnamen: 318900076
- RKD-Nederlands Instituut voor Kunstgeschiedenis: 117516
- Système universitaire de documentation: 14558058X
- Union List of Artist Names: 500388613
- Virtual International Authority File: 91142357
- WorldCat: E39PBJbWvDGgPCYTMJHJjCpByd